# Diócesis de Samogitia
La diócesis de Samogitia, de Medininkai o de Telsch (en latín: Dioecesis Samogitiensis seu Medinicensis y en lituano: Žemaičių vyskupija) fue una circunscripción eclesiástica de la Iglesia católica en Lituania. Se trataba de una diócesis latina, sufragánea de la arquidiócesis de Mogilev. Fue suprimida el 4 de abril de 1926 y restaurada como diócesis titular de Medininkai en 2022 o 2023, permaneciendo como sede vacante.

## Territorio y organización

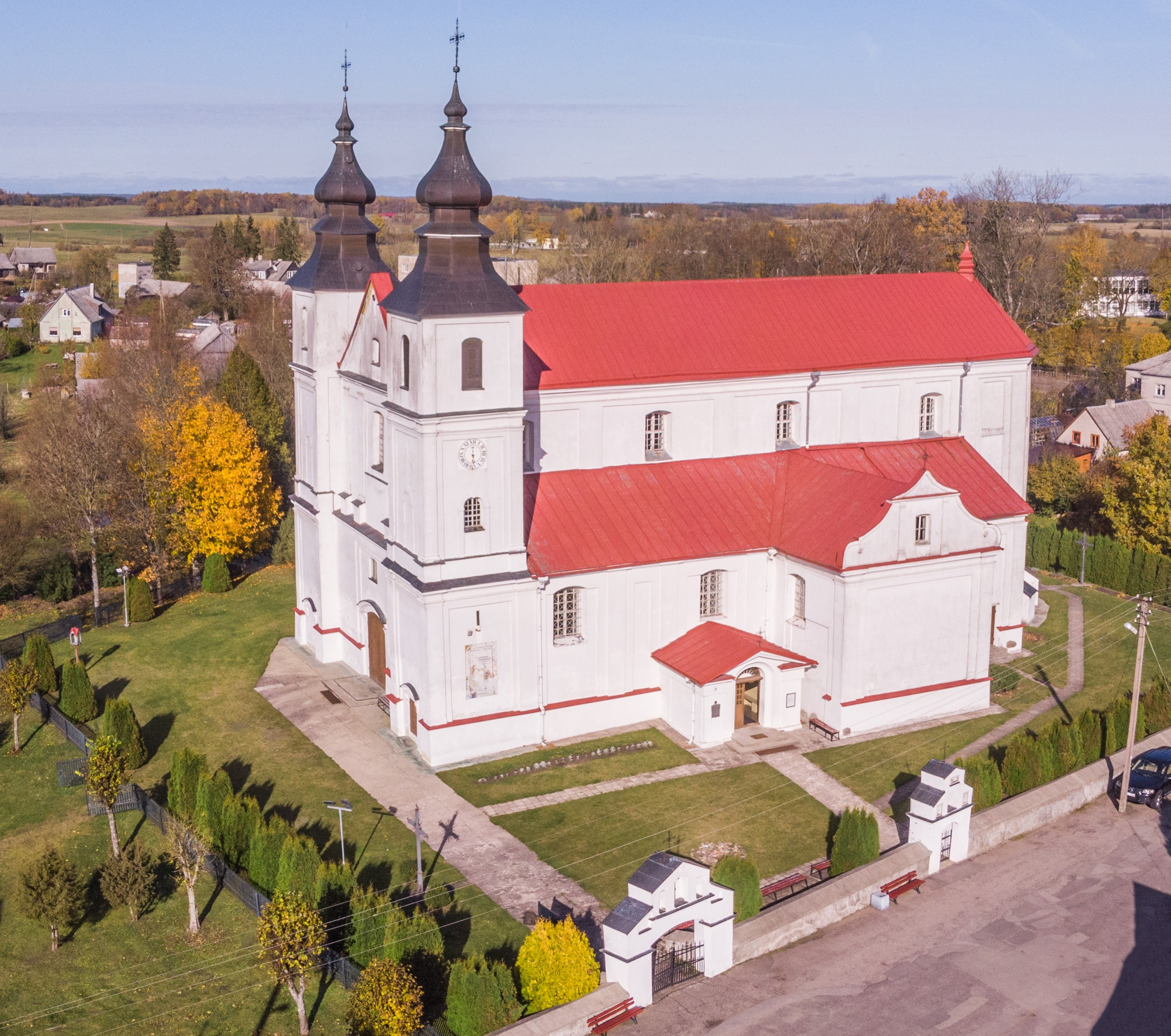
Iglesia de San Pedro y San Pablo, en Varniai, catedral original de Samogitia

La diócesis extendía su jurisdicción sobre los fieles católicos de rito latino residentes (entre 1848 y 1918) en las gobernaciones de Curlandia y de Kaunas del Imperio ruso.
La sede de la diócesis se encontraba inicialmente en la ciudad de Medininkai (hoy llamada Varniai; en polaco: Wornie y en alemán: Medeniken), en donde la catedral era la actual iglesia de San Pedro y San Pablo perteneciente a la diócesis de Telšiai. En 1864 la sede fue trasladada a la ciudad de Kaunas, en donde su catedral pasó a ser la actual Catedral basílica de San Pedro y San Pablo de la arquidiócesis de Kaunas.

## Historia

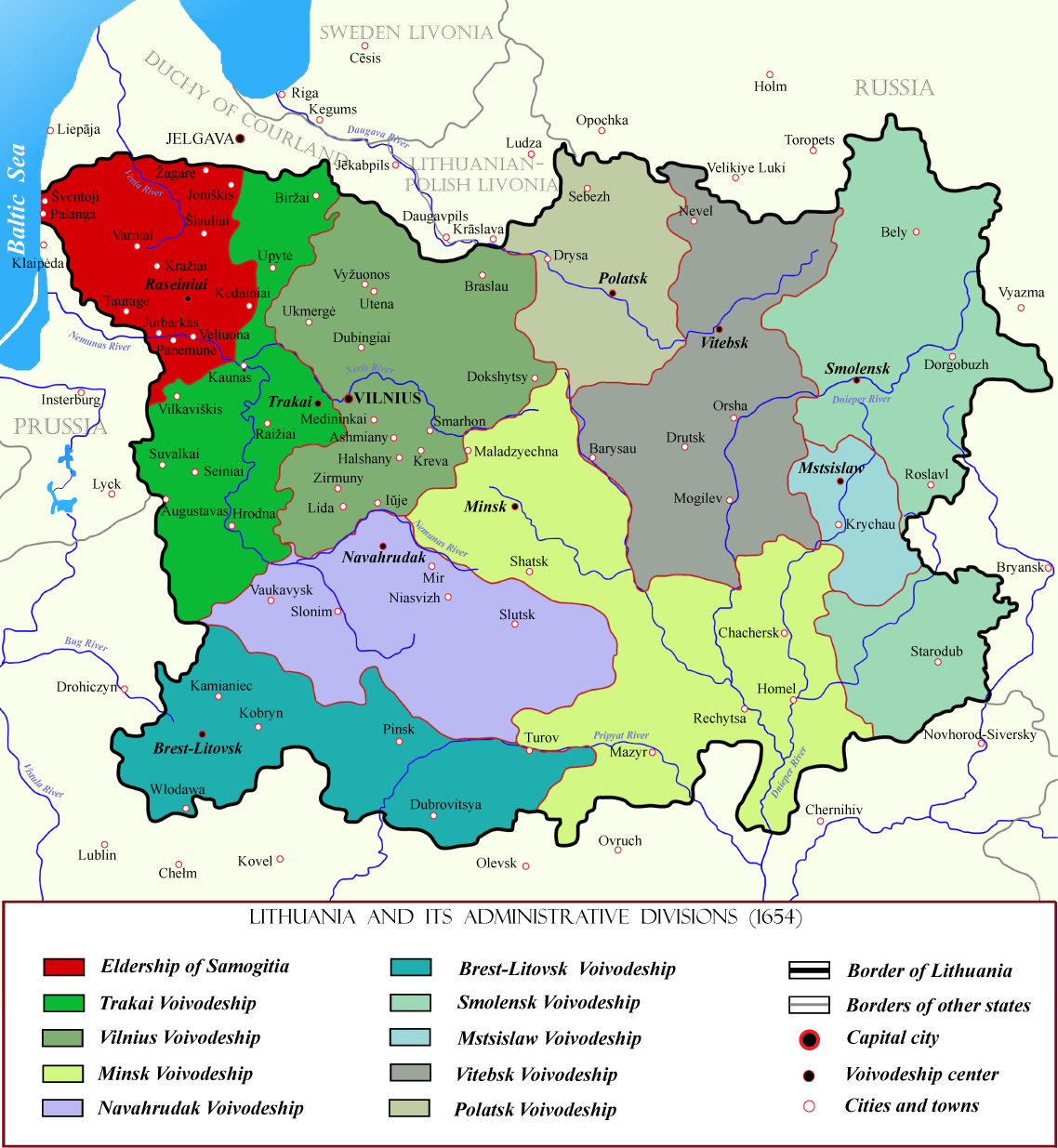
Samogitia (en rojo) en el

Desde la cristianización de la Lituania actual por la Orden Teutónica y por la unión polaco-lituana de Krewo en el siglo XIV, los cristianos han vivido en la parte occidental de Samogitia. El Ducado de Samogitia fue disputado entre el Gran Ducado de Lituania y la Orden Teutónica. Después de la Batalla de Grunwald en la que las fuerzas combinadas polaco-lituanas derrotaron completamente a las fuerzas de la Orden Teutónica, fue finalmente cedida por la Orden Teutónica al Gran Ducado de Lituania en 1411 después de la Paz de Thorn. En 1413 el rey Vladislao II de Polonia viajó por todo el Gran Ducado de Lituania para convertir a los últimos paganos. Luego tomó medidas para crear una diócesis en Lituania por lo que llegaron sacerdotes polacos para bautizar a los samogitianos. 
La diócesis de Medininkai se estableció de acuerdo con las instrucciones del Concilio de Constanza el 24 de octubre de 1417 por el gran duque Vitautas de Lituania mediante el decreto Litteras sacrosanctae del legado papal, Jan Rzeszowski, aprobado el 31 de mayo de 1421 mediante bula del papa Martín V. La diócesis fue primero sufragánea de la arquidiócesis de Leópolis antes de ser sujeta directamente a la Santa Sede. Desde 1427 la diócesis fue sufragánea de la arquidiócesis de Gniezno. El nombre de diócesis de Samogitia remplazó al de Medininkai. El obispo de Samogitia, como miembro del senado de la Primera República Polaca (senador espiritual), se sentaba detrás del obispo de Przemyśl y delante del obispo de Chełmno.
El obispo Merkelis Giedraitis luchó contra el protestantismo que se había arraigado en la diócesis y aplicó los decretos del Concilio de Trento, tratando de aumentar el número de sacerdotes y parroquias. Dio impulso a la publicación de textos religiosos en el idioma lituano. Trató de abrir un seminario diocesano, pero el proyecto solo tuvo éxito después de su muerte.
Después de las particiones de Polonia, los zares del Imperio ruso querían una organización de la Iglesia católica que correspondiera a las nuevas fronteras imperiales. Por lo tanto, era necesario que las diócesis situadas en el Imperio ruso dejasen de ser sufragáneas de las arquidiócesis situadas fuera de las fronteras imperiales: Gniezno y Leópolis. La arquidiócesis de Mogilev fue fundada por la zarina Catalina II de Rusia en 1773, después de la Primera Partición de Polonia en 1772, sin buscar permiso de la Santa Sede. El 15 de abril de 1783 el papa Pío VI dio su consentimiento. En 1798, después de la Tercera Partición de Polonia, la arquidiócesis de Mogilev se convirtió en la sede metropolitana del Imperio ruso, lo que fue confirmado mediante la bula Maximis undique pressi del papa Pío VI, siendo Samogitia una de sus sufragáneas.
Luego de la Tercera Partición de Polonia (1795), parte de la diócesis de Samogitia quedó dentro del Reino de Prusia, por lo que el 9 de agosto de 1796 el gobierno prusiano decidió que las fronteras de los obispados en las tierras anexadas debían coincidir con las fronteras estatales y el 24 de diciembre de 1796 creó la diócesis de Wigry, lo que fue confirmado mediante la bula Saepe factum est del papa Pío VI el 16 de marzo de 1799.
El 3 de agosto de 1847 se firmó un concordato entre la Santa Sede y el Imperio ruso, implementado mediante la bula Universalis Ecclesiae del 3 de julio de 1848 del papa Pío IX, que dispuso que la diócesis de Telsch (Telšiai, nombre alemán que los rusos desde 1840 le daban a la diócesis de Samogitia) o Samogitia tendría los límites de las gobernaciones de Curlandia y Kovno.
En 1863 el gobierno del zar ruso corta todas las conexiones directas de los obispos católicos con la Santa Sede, hasta que en 1905 el gobierno ruso emitió un edicto de tolerancia que canceló todas las restricciones impuestas a la Iglesia católica. En esa situación, en 1864 la sede episcopal se trasladó de Medininkai a Kaunas por decreto del zar ruso.
El 18 de noviembre de 1918 la República de Letonia se declaró independiente del Imperio ruso, por lo que el 9 de junio de 1920 mediante la bula Maxime interest del papa Benedicto XV cedió los territorios que estaban en Letonia a la diócesis de Riga (hoy arquidiócesis de Riga).
Como resultado del Tratado de Riga, en 1921 recibió la parte de la diócesis de Sejny que había llegado a encontrarse en territorio lituano, es decir los decanatos de Kalwaria, Marijampole, Wiłkowyszki, Władysławów y parte del decanato de Sejny.
El 4 de abril de 1926, mediante la bula Lituanorum gente del papa Pío XI cedió partes de su territorio para la erección de las diócesis de Panevėžys, Telšiai y Vilkaviškis y al mismo tiempo fue suprimida para erigir la arquidiócesis de Kaunas con el resto de su territorio.

### Sede titular
La diócesis titular de Medininkai fue erigida en 2022 o 2023, permaneciendo como sede vacante.

## Episcopologio

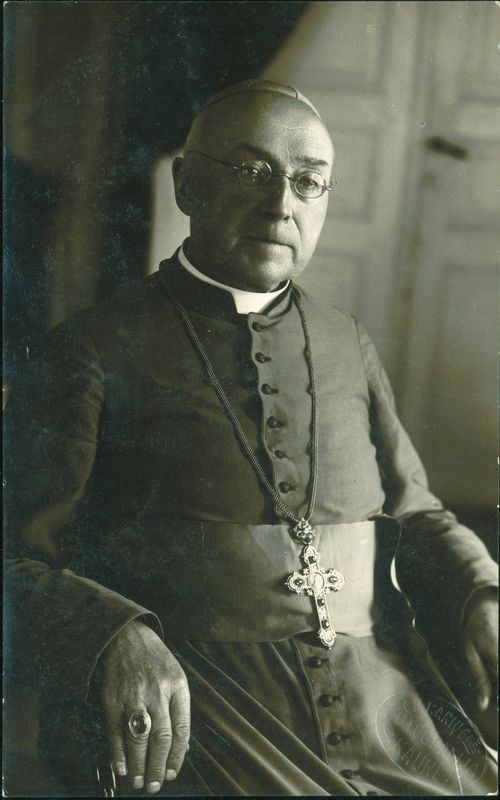
Pranciškus Karevičius, último obispo de Samogitia

- Motiejus Vilnietis † (23 de octubre de 1417-4 de mayo de 1422 nombrado obispo de Vilna)
- Mikalojus Trakiškis † (6 de agosto de 1423-marzo de 1434 falleció)
- Petras de Leópolis † (20 de septiembre de 1434-después de septiembre de 1435 falleció)
- Jokūbas Vilnietis † (18 de mayo de 1436-8 de junio de 1439 falleció)
- Baltramiejus Pultuskietis † (1440-antes del 26 de octubre de 1453 falleció)
- Jurgis Vilnietis † (19 de diciembre de 1453-25 de febrero de 1464 falleció)
- Motiejus Topolietis † (8 de agosto de 1464-24 de abril de 1470 falleció)
- Baltramiejus II Svirenkavičius † (13 de febrero de 1471-1482 falleció)
- Martynas I di Samogizia † (21 de febrero de 1483-1492 falleció)
- Martynas Lintfari II † (8 de octubre de 1492-1515 falleció)
- Mikalojus Radvila † (6 de julio de 1515-1530 falleció)
- Mikalojus Vizgaila † (15 de febrero de 1531-antes del 19 de enero de 1533 falleció)
- Vaclovas Virbickis † (13 de abril de 1534-18 de julio de 1555 falleció)
- Jonas Domanovskis † (13 de abril de 1556-octubre de 1563 falleció)
- Stanislovas Narkuskis † (21 de junio de 1564-septiembre de 1564 falleció)
- Viktorinas Virbickis † (8 de junio de 1565-22 de agosto de 1567 nombrado obispo de Lutsk)
- Jurgis Petkūnas Petkevičius † (14 de noviembre de 1567-junio de 1574 falleció)
- Merkelis Giedraitis † (16 de enero de 1576-6 de abril de 1609 falleció)
- Mikalojus Pacas † (29 de marzo de 1610-26 de noviembre de 1618 renunció)
- Stanislovas Kiška † (26 de noviembre de 1618-13 de febrero de 1626 falleció)
- Abraomas Voina † (20 de julio de 1626-24 de marzo de 1631 nombrado obispo de Vilna)
- Merkelis Elijaševičius Geišas † (11 de junio de 1631-28 de enero de 1633 falleció)
- Jurgis Tiškevičius † (19 de diciembre de 1633-9 de diciembre de 1649 nombrado obispo de Vilna)
- Petras Parčevskis † (9 de diciembre de 1649-15 de febrero de 1659 falleció)
- Aleksander Kazimierz Sapieha † (4 de abril de 1659-18 de julio de 1667 nombrado obispo de Vilna)
- Kazimieras Pacas † (3 de octubre de 1667-1695 falleció)
- Jonas Jeronimas Krišpinas † (19 de septiembre de 1695-14 de julio de 1708 falleció)
  - Sede vacante (1708-1710)
- Jonas Mikalojus Zgierskis † (21 de julio de 1710-6 de diciembre de 1713 falleció)
- Povilas Pranciškus Sapiega † (21 de enero de 1715-15 de octubre de 1715 falleció)
- Aleksandras Gorainis † (7 de diciembre de 1716-7 de diciembre de 1735 falleció)
- Juozapas Mykolas Karpis † (19 de noviembre de 1736-10 de diciembre de 1739 falleció)
- Antanas Tiškevičius † (16 de septiembre de 1740-31 de enero de 1762 falleció)
- Jonas Dominykas Lopacinskis † (19 de abril de 1762-11 de enero de 1778 falleció)
- Jonas Steponas Giedraitis † (30 de marzo de 1778-13 de mayo de 1802 falleció)
- Juozapas Arnulfas Giedraitis † (13 de mayo de 1802 por sucesión-17 de julio de 1838 falleció)
- Simonas Mykolas Giedraitis † (17 de julio de 1838 por sucesión-septiembre de 1844 falleció)
- Motiejus Valancius † (28 de septiembre de 1849-29 de mayo de 1875 falleció)
- Aleksandras Beresnevičius † (30 de mayo de 1875-15 de marzo de 1883 nombrado obispo de Włocławek)
- Mečislovas Leonardas Paliulionis † (15 de marzo de 1883-2 de mayo de 1908 falleció)
- Gasparas Felicijonas Cirtautas † (7 de abril de 1910-20 de septiembre de 1913 falleció)
- Pranciškus Karevičius, M.I.C. † (1 de abril de 1926-23 de marzo de 1926 renunció[nota 1])